# 下田海上保安部
下田海上保安部（しもだかいじょうほあんぶ、Shimoda Coast Guard Office ）とは、千葉県、静岡県、東京都の沖合東西192海里、南北175海里を担任水域とする、海上保安庁の海上保安部の一つである。

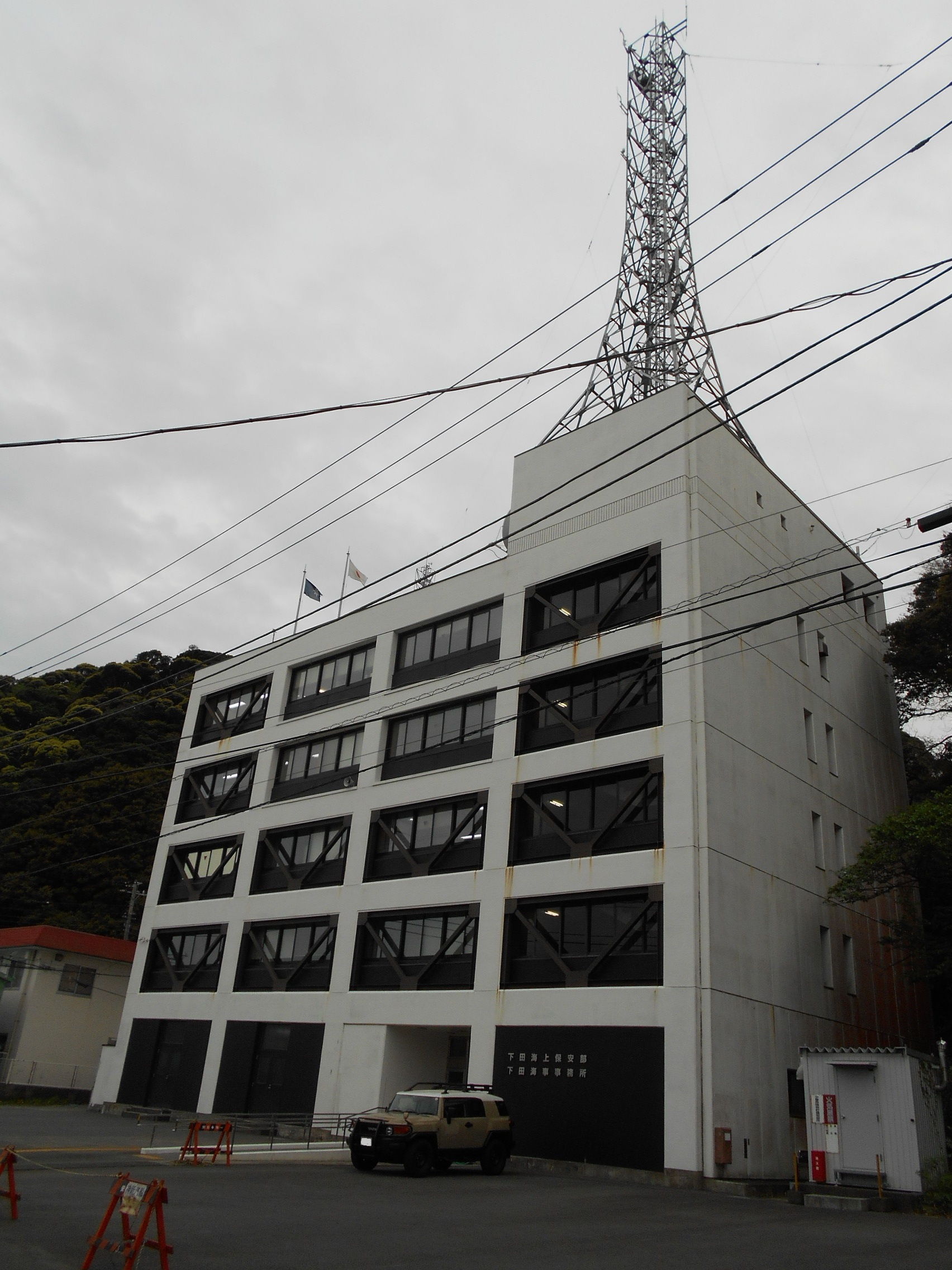

## 沿革
- 1948年（昭和23年）10月1日 - 下田海上保安署を設置
- 1953年（昭和28年）10月1日 - 保安部へ昇格
- 2013年（平成25年）12月27日 - PL117「するが」配属
- 2016年（平成28年）1月20日 - PL117「するが」解役
- 2016年（平成28年）1月21日 - 横浜海上保安部から、PM14「つるみ」配属替
- 2016年（平成28年）10月 - 横須賀海上保安部へ、PM14「つるみ」配属替
- 2016年（平成28年）10月25日 - 横浜海上保安部から、PL66「しきね」配属替

## 所在地
- 下田海上保安部
静岡県下田市三丁目18-23
- 伊東事務室
静岡県伊東市湯川５７１－１９

## 組織
- 管理課
- 警備救難課
- 交通課
- 伊東事務室
- 巡視船「しきね」
- 巡視艇「かの」
- 巡視艇「いずなみ」

## 巡視船艇・灯台

### 巡視船
- PL66「しきね」（はてるま型）
- PM30「かの」

### 巡視艇
- PC107「いずなみ」

### 灯台
熱海港防波堤灯台、伊豆網代港北防波堤灯台、初島灯台
宇佐美港防波堤灯台、伊東港東防波堤灯台、伊東港第一防波堤灯台、川奈東防波堤灯台、川奈埼灯台、富戸港南防波堤灯台
門脇埼灯台、八幡野港防波堤灯台、稲取港第二北防波堤灯台、稲取港東防波堤灯台、稲取港南防波堤灯台、稲取岬灯台
伊豆白浜港梶浦第五防波堤灯台、爪木埼灯台、須崎港島堤灯台、須崎恵比須島指向灯、下田灯台、下田港西防波堤灯台
下田港東防波堤灯台、田牛港南防波堤灯台、神子元島灯台（神子元島無線方位信号所併設）、石廊埼灯台
石廊埼指向灯、妻良港南防波堤灯台、波勝岬灯台、松崎港西防波堤灯台、仁科港北沖防波堤灯台、田子港東防波堤灯台
田子島灯台、安良里灯台、宇久須港防波堤灯台、土肥港南防波堤灯台
- 伊豆大島
伊豆大島灯台（伊豆大島AIS海岸局併設）、岡田港防波堤灯台、竜王埼灯台（竜王埼AIS海岸局併設）
波浮港鉄砲場鼻南西方照射灯、波浮港突堤灯台、波浮港導灯、元町港突堤灯台
- 利島
利島灯台、利島港西防波堤灯台
- 新島
新島灯台、新島港灯台
- 式根島
式根島港突堤灯台、野伏港ふ頭灯台
- 神津島
伊豆三浦港防波堤灯台、神津島灯台、神津島港ふ頭灯台
- 三宅島
サタドー岬灯台、伊豆三池港突堤灯台、坪田港防波堤灯台、阿古港突堤灯台、伊豆岬灯台、湯の浜港東防波堤灯台
- 御蔵島
御蔵島ふ頭灯台
- 八丈島
神湊港A防波堤灯台、神湊港突堤灯台、八丈島灯台、八丈島デファレンシャルGPS局、八重根港防波堤灯台、大越鼻灯台